# Ouvrouer-les-Champs
Ouvrouer-les-Champs – miejscowość i gmina we Francji, w Regionie Centralnym, w departamencie Loiret.
Według danych na rok 1990 gminę zamieszkiwało 378 osób, a gęstość zaludnienia wynosiła 36 osób/km² (wśród 1842 gmin Regionu Centralnego Ouvrouer-les-Champs plasuje się na 773. miejscu pod względem liczby ludności, natomiast pod względem powierzchni na miejscu 1124.).